# T9
T9 er en indtastningsteknologi til mobiltelefoner, navnlig dem med 9 taster.
Ordbogen foreslår de ord, der kan skrives med de bogstaver, der er på tasterne. Eksempelvis kan tasten 3 betyde bogstaverne d, e og f og tasten 8 bogstaverne t, u og v. Skal man skrive ordet "du" skal man altså taste 3-8. T9 ordbogen vil således foreslå fx ordene "et", "du" og "Eu".
| Telefon | Spire Denne artikel om (mobil-)telefoner og telefoni er en spire som bør udbygges. Du er velkommen til at hjælpe Wikipedia ved at udvide den. |